# George Washington Tryon

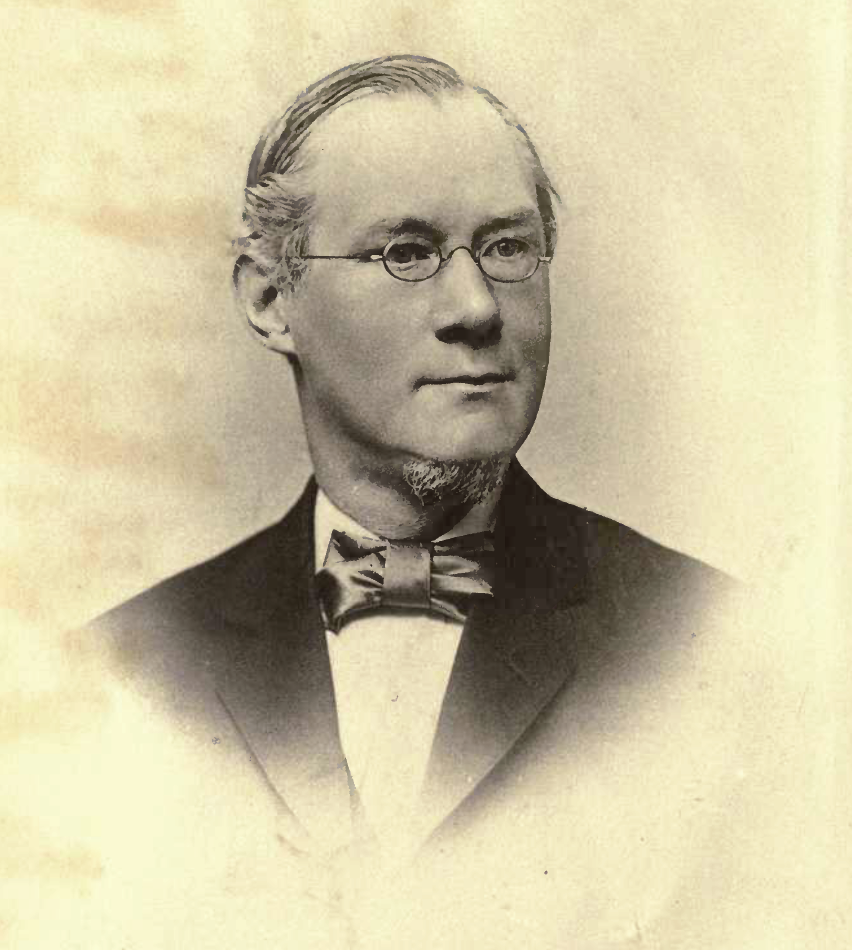
George Washington Tryon

George Washington Tryon (* 20. Mai 1838 in Philadelphia, Pennsylvania; † 5. Februar 1888) war ein US-amerikanischer Malakologe.

## Leben
Tryon, der aus einer wohlhabenden Familie von Waffenherstellern und Händlern von Waffen und Sportartikeln stammt und schon als Kind Muscheln und Schnecken sammelte, war ab 1859 Mitglied der Academy of Natural Sciences of Philadelphia und ab 1869 (nachdem er sich aus dem Geschäftsleben zurückzog) deren Kurator für Malakologie. Er gründete 1865 mit anderen das American Journal of Conchology, das bis 1872 bestand, und begann 1879 mit der Veröffentlichung des Manual of Conchology, von dem bis zu seinem Tod neun Bände erschienen (mit 3100 Seiten und 680 Tafeln mit über 12.000 Abbildungen). Das Werk wurde von seinem Assistenten Henry Augustus Pilsbry fortgesetzt. Bis 1935 erschienen 45 Bände. Tryon war nicht nur Autor, sondern auch Verleger des Werks.
Von Tryon stammen sehr viele Veröffentlichungen und er benannte zahlreiche neue Arten. Seine Sammlung von über 10.000 Exemplaren ging an die Academy of Natural Sciences in Philadelphia.
Die Schnecken-Gattung Tryonia wurde ihm zu Ehren benannt.

## Schriften
- A monograph of the terrestrial mollusca inhabitating the United States, Philadelphia 1866.
- A monograph of the freshwater univalve mollusca of the United States, Philadelphia 1870.
- American Marine Conchology, Philadelphia 1873.
- Manual of Conchology; Structural and Systematic, Academy of Natural Sciences, Philadelphia, ab 1879.
- Structural and Systematic Conchology. An introduction to the study of Mollusca, 3 Bände, 1882 bis 1884.